# Lithiumhypochlorit
Lithiumhypochlorit, LiClO, ist ein weißes Pulver und das Hypochlorit des Lithiums.

## Gewinnung und Darstellung
Die Behandlung einer Lithiumhydroxid-Lösung mit Dichlormonoxid lässt das Salz gewinnen:
{\displaystyle {\ce {2 LiOH + Cl2O -> 2 LiClO + H2O}}}
Diese Reaktion verläuft nicht vollständig und wird mit der Zeit schwächer.

## Eigenschaften
Trockenes Lithiumhypochlorit reagiert mit Chlor. Dabei entsteht Lithiumchlorid und Dichlormonoxid:
{\displaystyle {\ce {LiClO + Cl2 -> LiCl + Cl2O}}}
Beim befeuchteten Salz entsteht stattdessen Lithiumchlorat.

## Verwendung
Lithiumhypochlorit wird zur Desinfektion von Schwimmbecken verwendet.

## Sicherheitshinweise
Bei der Arbeit mit Lithiumhypochlorit ist Vorsicht geboten. Es kann durch Absorption durch die Haut gesundheitsschädlich sein und Ätzungen hervorrufen. In den oberen Atemwegen und auf den Schleimhäuten wirkt es extrem gewebeschädigend.
Nach einer Exposition können Symptome wie Husten, Kopfweh oder Atemnot auftreten.